# 화산세가필적
화산세가필적(花山世家筆蹟)은 대전광역시 유성구 대전시립박물관에 있는 책이다. 1989년 3월 18일 대전광역시의 문화재자료 제23호로 지정되었다.

## 개요
이 책은 조선 현종초 안동 김씨의 후손인 김성근이 병자호란(1636)때에 순절한 문중의 명현들의 자료를 수집하여 편찬한 것이다.
내용을 보면 김상용을 비롯한 명현들의 편지글, 시론, 경애사 등의 방대한 자료를 원(元), 형(亨), 이(利), 정(貞)의 연대순으로 분류하였다. 원은 18장으로 김상용, 김상헌 등 19인, 형은 19장으로 김창집, 김성최 등 16인, 이는 23장으로 김시걸, 김용겸 등 26인, 정은 14장으로 김이원, 김응순 등 20인 등 총 4책 74장으로 기록되어 있다.
병자호란 당시에 순절한 안동 김씨 문중의 인물을 파악하는데 귀중한 자료로 평가된다.

## 참고 자료
- 화산세가필적 - 국가유산청 국가유산포털